# Instytut Informatyki Stosowanej Politechniki Łódzkiej
Instytut Informatyki Stosowanej Politechniki Łódzkiej – jeden z instytutów Wydziału Elektrotechniki, Elektroniki, Informatyki i Automatyki Politechniki Łódzkiej.

## Historia Instytutu
Katedra Informatyki Stosowanej (IIS) została utworzona decyzją JM Rektora prof. dr. hab. inż. Jana Krysińskiego w dniu 18 maja 1995 r. „w celu prowadzenia badań naukowych oraz realizacji i koordynacji działalności dydaktycznej związanej z utworzeniem kierunku Informatyka na Wydziale Elektrotechniki i Elektroniki PŁ”. Kadrę Katedry stanowiło wtedy 5 osób. W wyniku dynamicznego rozwoju w dniu 1 czerwca 2012 r. przekształcono Katedrę w Instytut Informatyki Stosowanej. Katedrą, obecnie Instytutem, kieruje od chwili utworzenia prof. Dominik Sankowski. Obecnie kadra Instytutu to prawie 50 pracowników, w tym trzech profesorów zwyczajnych i 7 nadzwyczajnych, 27 adiunktów. Ponadto w IIS swoje prace doktorskie realizuje ponad 30 doktorantów. W okresie ostatnich 5 lat kadrę uzupełniają profesorowie wizytujący – wybitni specjaliści z różnych dziedzin informatyki pracujący w znanych uczelniach europejskich. W chwili utworzenia Katedrze przydzielono pomieszczenia po dawnym Zakładzie Remontowo-Budowlanym przy Al. Politechniki 11, wymagające gruntownego remontu i przystosowania do działalności dydaktycznej i naukowej. W ciągu 20 lat działalności jednostki nastąpił znaczny rozwój jej działalności naukowej, prowadzonej w ramach grantów międzynarodowych oraz grantów finansowanych przez Ministerstwo Nauki i Szkolnictwa Wyższego (dawniej Komitet Badań Naukowych), NCN oraz NCBIR. Wielokrotnie zwiększyło się także zaangażowanie dydaktyczne Instytutu oraz rozwój różnych form aktywności edukacyjnej, w tym prowadzenie zajęć w języku angielskim. Instytut uzyskał nowe pomieszczenia na III piętrze budynku Wydziału Elektrotechniki, Elektroniki, Informatyki i Automatyki przy ulicy Stefanowskiego 18/22, jak również dodatkowe na parterze i I piętrze przy Al. Politechniki 11. Realizacja przez IIS międzynarodowych i krajowych grantów badawczych o znacznej wartości pozwoliła na wyremontowanie pozyskanych pomieszczeń i zapewnienie wyposażenia w aparaturę naukowo-badawczą na światowym poziomie oraz odpowiednią infrastrukturę techniczną pomieszczeń. Instytut jest także współgospodarzem oddanego do użytku w 2015 roku Centrum Technologii Informatycznych, gdzie dysponuje najnowocześniejszymi laboratoriami sieci komputerowych, przetwarzania i analizy obrazów i danych pomiarowych.

## Działalność naukowo-badawcza
Działalność naukowa Instytutu koncentruje się między innymi na następujących zagadnieniach naukowo-badawczych:
- Algorytmy tekstowe – intensywne badania w zakresie rozwoju efektywnych algorytmów kompresji i analizy danych tekstowych, między innymi wykorzystywanych w wyszukiwaniu plagiatów[3][4][5]
- Biometria i analiza sygnału mowy – obszary prac badawczych w zakresie biometrii obejmują: biometryczną analizę sygnału mowy, metody sprawdzania autentyczności danych dostarczanych systemom autoryzacji, mające na celu wykrycie prób użycia danych biometrycznych innej osoby oraz rozwój metod autoryzacji wykorzystujących możliwości akwizycji danych oferowanych przez powszechnie dostępne urządzenia mobilne (rejestracja obrazu, głosu i dotyku)[6][7]
- Inżynieria oprogramowania i bazy danych – jeden z ważniejszych nurtów badawczych współczesnej informatyki, w zakresie którego w Instytucie prowadzone są następujące prace: budowa wirtualnego repozytorium i przezroczysta integracja heterogenicznych rozproszonych danych, generyczne osłony do zasobów spadkowych, optymalizacja zapytań w języku SBQL opartym na Architekturze Stosowej (SBA) oraz w językach wywodzących się z funkcyjnego paradygmatu programowania (np. LINQ), Big data i chmury obliczeniowe[8]
- Przetwarzanie i analiza obrazów:
  - dla potrzeb wspomagania medycznej diagnostyki obrazowej w tym: chorób układu oddechowego płuc[9], raka prostaty[10], oraz schorzeń neurologicznych u dzieci[11]
  - w pomiarach dendrochronologicznych, w szczególności detekcji i analizie właściwości słojów przyrostów rocznych w wywiertach różnych gatunków drzew[12]
  - dla potrzeb przemysłowych w tym: pomiarów własności fizyko-chemicznych materiałów w wysokich temperaturach, w szczególności pomiarów napięcia powierzchniowego i kąta zwilżania wybranych materiałów w wysokich temperaturach (do 1700 °C)[13][14] oraz badania właściwości materiałów tekstylnych[15][16]
  - w biologii i ekologii – opracowywanie wspomaganych komputerowo metod monitorowania zjawisk przyrodniczych oraz wspomagania działań ekologicznych[17][18]
  - w automatycznej inspekcji wizyjnej – wspomaganie procesów przemysłowych poprzez automatyczne wykrywanie defektów na powierzchni obiektów, badanie homogeniczności mieszanin i zawartości gazu w cieczach[19].

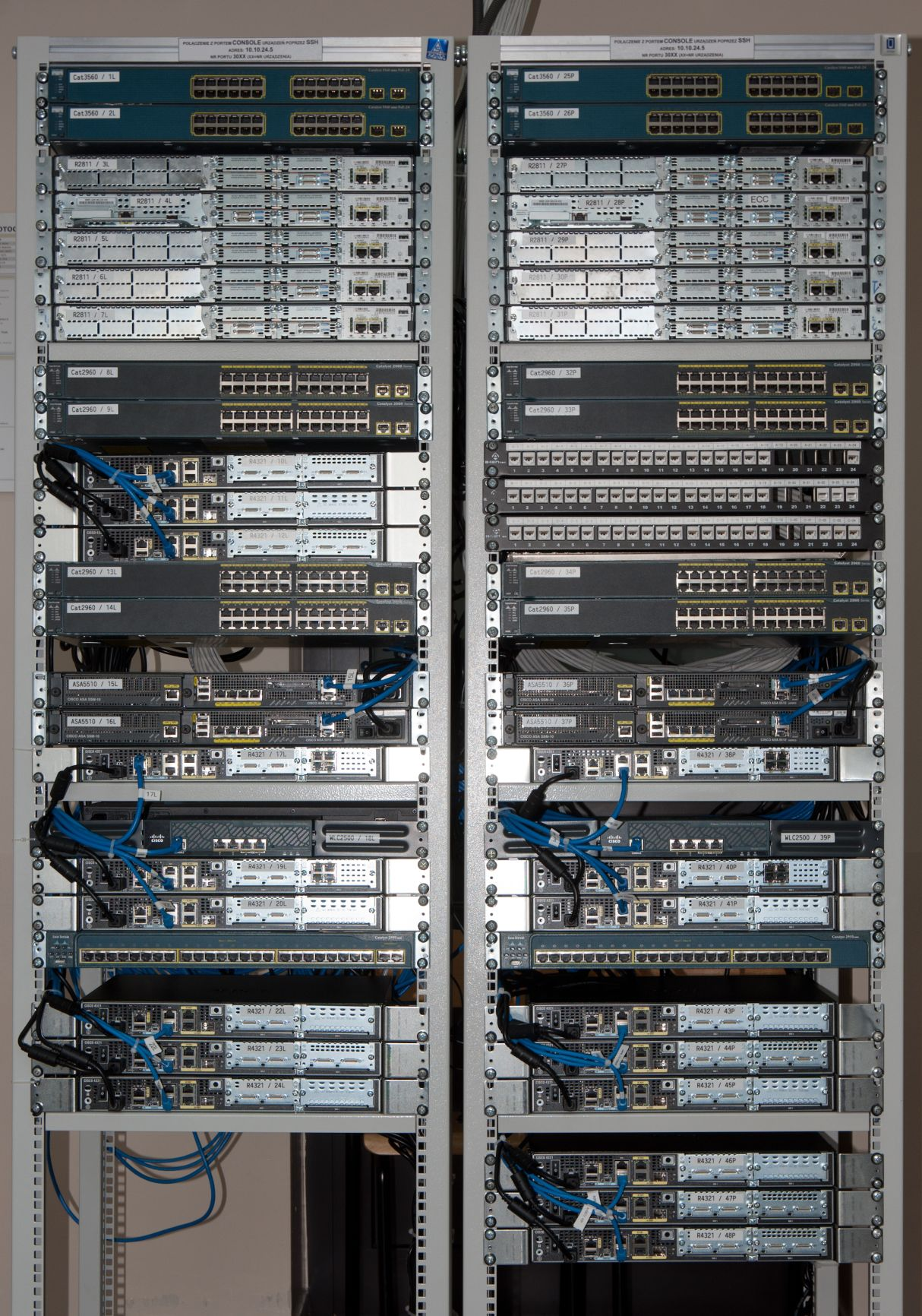
Sprzęt sieciowy w laboratorium sieciowym Instytutu Informatyki Stosowanej PŁ

- Rozpoznawanie obrazów – rozwój rodziny efektywnych, statystycznych algorytmów klasyfikacji obiektów na podstawie ich obrazów.
- Wykorzystanie algorytmów sztucznej inteligencji – zastosowanie osiągnięć nowoczesnej informatyki w zakresie tzw. inteligentnych metod obliczeniowych, takich jak: sztuczne sieci neuronowe, logika rozmyta i algorytmy genetyczne, w różnych obszarach od obiektów i procesów przemysłowych do procesów decyzyjnych i optymalizacyjnych[20][21][22]
- Przemysłowe systemy informatyczne – szeroki i różnorodny zakres badań dotyczących wykorzystania techniki komputerowej w przemyśle obejmujący: budowę i oprogramowanie komputerowych systemów pomiarowo-sterujących, komputerowe sieci przemysłowe oraz realizacje w systemach czasu rzeczywistego. W ramach tych prac opracowano szereg oryginalnych metod komputerowej identyfikacji i sterowania obiektami przemysłowymi, w szczególności obiektami elektrotermicznymi[23][24][25][26].
- Sieci komputerowe i bezpieczeństwo systemów informatycznych – prowadzonych jest szereg prac związanych z poprawą bezpieczeństwa systemów informatycznych, w szczególności sieci komputerowych. Wykorzystywane są doświadczenia zdobyte między innymi w ramach prowadzonych kursów Akademii CISCO oraz Juniper.
- Informatyka w ekonomii, zarządzaniu i statystyce – badania obejmują między innymi rozwój i wdrażanie Zintegrowanych Systemów Informatycznych umożliwiających podwyższenie konkurencyjności organizacji, a także rozwój technik kształcenia na odległość (e-learning) oraz telepracy, pozwalających między innymi na skuteczną aktywizację zawodową osób niepełnosprawnych.
- Informatyczne rozwiązania biznesowe – budowa, optymalizacja i zarządzanie systemami: wspomagania decyzji, informowania kierownictwa, rachunku kosztów działań, zarządzania relacjami z klientami, zarządzania architekturą IT z wykorzystaniem platform Business Intelligence.
- Funkcjonalna teoria systemów nieliniowych – prace koncentrują się na wykorzystaniu różnych klas operatorów, m.in. operatorów splajnowych oraz wielomianowych do celów modelowania i korekcji końcowej systemów. Na bazie analiz teoretycznych powstaje między innymi specjalistyczne oprogramowanie, w tym realizowane w trybie wieloprocesorowym, zarówno dla potrzeb symulacyjnych, jak i wykorzystania w czasie rzeczywistym.
- Rachunek różniczko-całkowy niecałkowitego rzędu – zastosowanie rachunku różniczkowo – całkowego niecałkowitych rzędów w szczególności w wersji czasu dyskretnego w różnego rodzaju algorytmach numerycznych m.in. w robocie mobilnym pola walki i zwiadu.

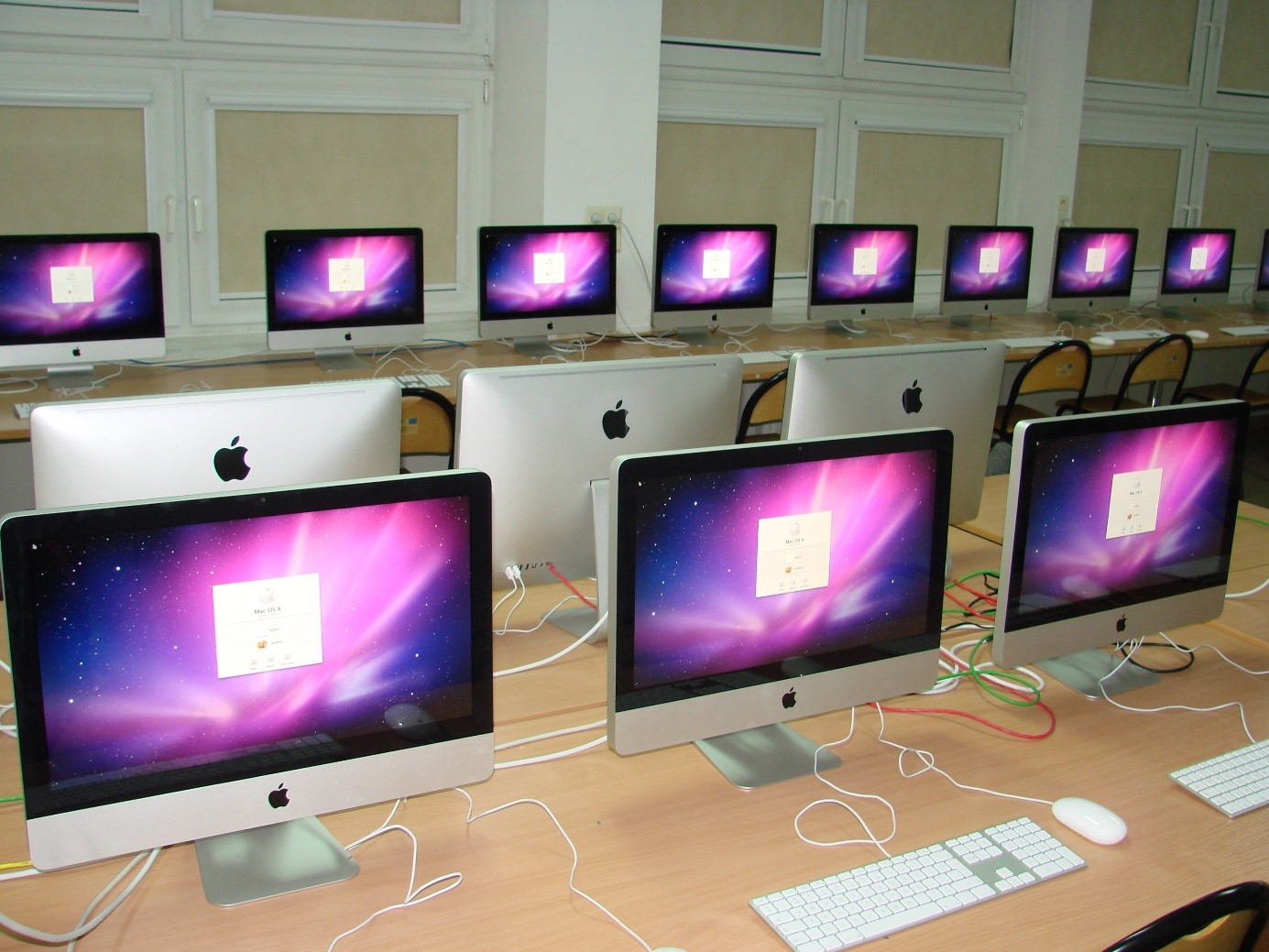
Laboratorium grafiki komputerowej w Instytucie Informatyki Stosowanej PŁ

- Przetwarzanie bez granic – główne kierunki badań i zainteresowań rozwijanych w ramach przetwarzania bez granic to transdyscyplinarne projektowanie systemów ICT z uwzględnieniem czynników ludzkich w zastosowaniach przemysłowych, medycznych i życiu codziennym, a także systemy perswazyjne[27]. Od 2011 roku pracami naukowymi i rozwojowymi w zakresie przetwarzania bez granic zajmuje się grupa badawcza w ramach inicjatywy pn. Ubicomp[28]
- Robot mobilny pola walki – w ramach projektów finansowanych przez Ministerstwo Nauki i Szkolnictwa Wyższego przy współpracy IIS z firmami Sochor, Prexer Sp. z o.o. i GreenPoint z Łodzi, w latach 2006–2013 opracowany został autonomiczny robot pola walki. Robot posiada nowatorskie w skali światowej układy sterowania platformą mobilną, jak i ramionami, algorytmy rozpoznawania, przetwarzania i analizy danych z kamer wizyjnych pracujących w paśmie podczerwieni i noktowizji oraz skanerów laserowych i żyroskopów[29].
- Tomografia procesowa – rozwój metod bezinwazyjnego badania przebiegu procesów przemysłowych poprzez analizę obrazów cyfrowych uzyskiwanych za pomocą urządzeń tomografii elektrycznej, szczególnie istotnych w zakresie transportu materiałów sypkich[30][31][32][33] oraz przepływów gaz-ciecz[34][35][36][37][38]. Badania prowadzi zespół naukowy TomoKIS w zakresie metod modelowania, symulacji, przetwarzania danych pomiarowych ze szczególnym uwzględnieniem rekonstrukcji obrazu 2D i 3D. W pracach badawczych zastosowanie znajdują najnowsze osiągnięcia naukowe z wielu dziedzin w tym nowoczesne technologie informatyczne oraz połączenie zasobów obliczeniowych i ludzkich, np. crowdsourcingu[39].
- Elektrotechnologie[40][41]

Instytut posiada również następujące laboratoria badawcze:

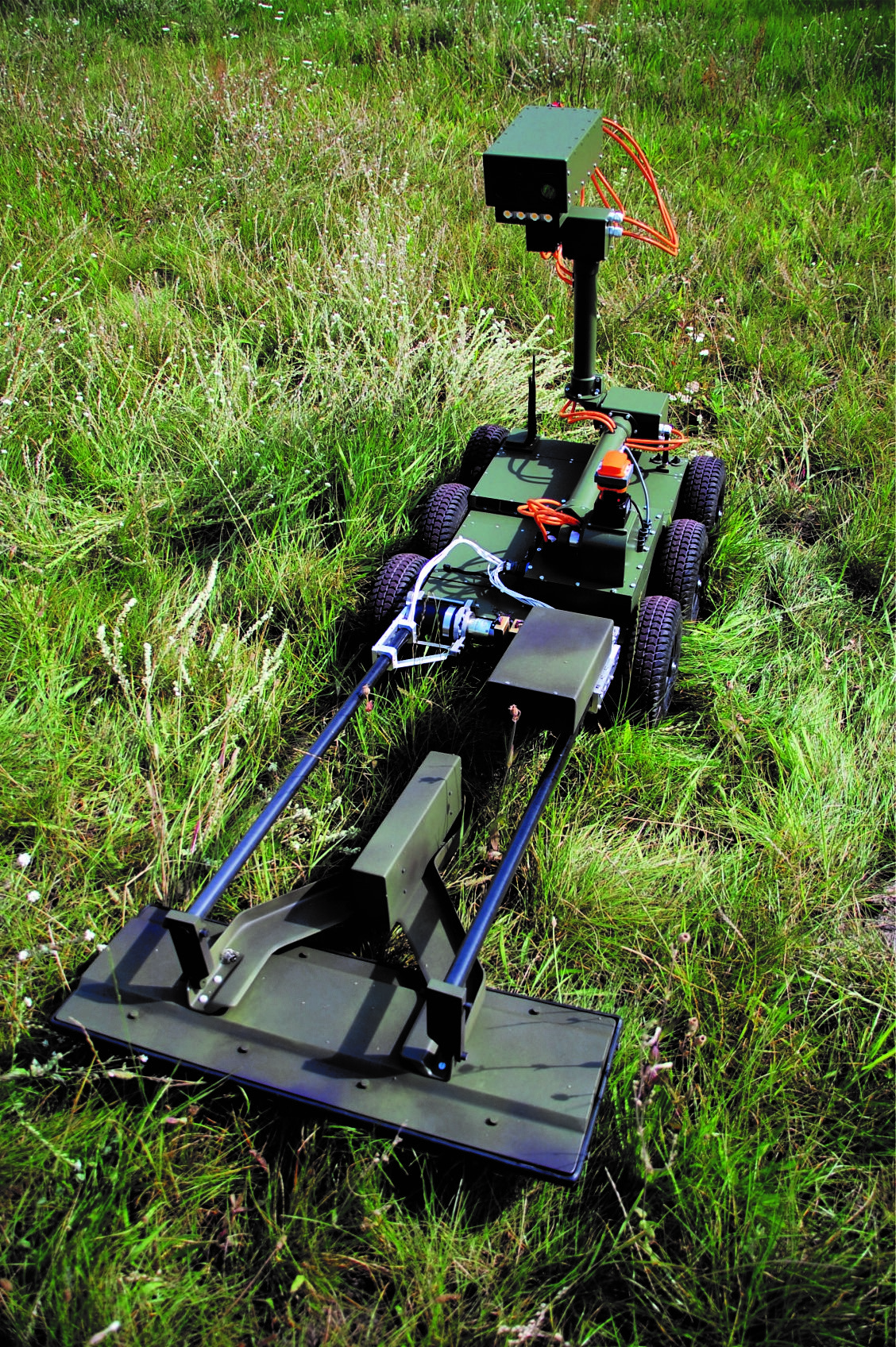
Robot mobilny pola walki zbudowany w Instytucie Informatyki Stosowanej PŁ

- Laboratorium inteligentnych systemów autonomicznych
- Laboratorium programowania klocków Lego
- Laboratorium sieci komputerowych
- Laboratorium systemów operacyjnych
- Laboratorium przetwarzania bez granic
- Laboratorium tomografii procesowej
- Laboratorium informatyki przemysłowej
- Laboratorium elektrotermii
- Laboratorium Internetu rzeczy i inteligentnego otoczenia
- Laboratorium informatyki śledczej, cyberbezpieczeństwa i analizy danych

## Współpraca międzynarodowa
Instytut ma szeroko rozwiniętą współpracę międzynarodową z wieloma ośrodkami naukowymi w kraju i za granicą; są to między innymi: Uniwersytety Strathclyde w Glasgow, Uniwersytety w Derby, Manchesterze, Bath, Leeds w Wielkiej Brytanii, Universytet Claudea Bernarda Lyon 1 we Francji, Uniwersytet w Hanowerze i Forschungszentrum Dresden-Rossendorf w Niemczech, Uniwersytet w Bergen i Telemark University College w Norwegii, Capital Normal University w Pekinie, i Tianjin University w Chinach, National University w Singapurze, Politechniką Lwowską, Kijowską i w Bukowinie oraz Państwową Akademią Finansów we Lwowie. Działalność w zakresie interakcji człowiek-komputer jest prowadzona we współpracy z naukowcami min. z Harvard University w USA, Chalmers University of Technology w Szwecji, Stuttgart University w Niemczech.

## Działalność dydaktyczna

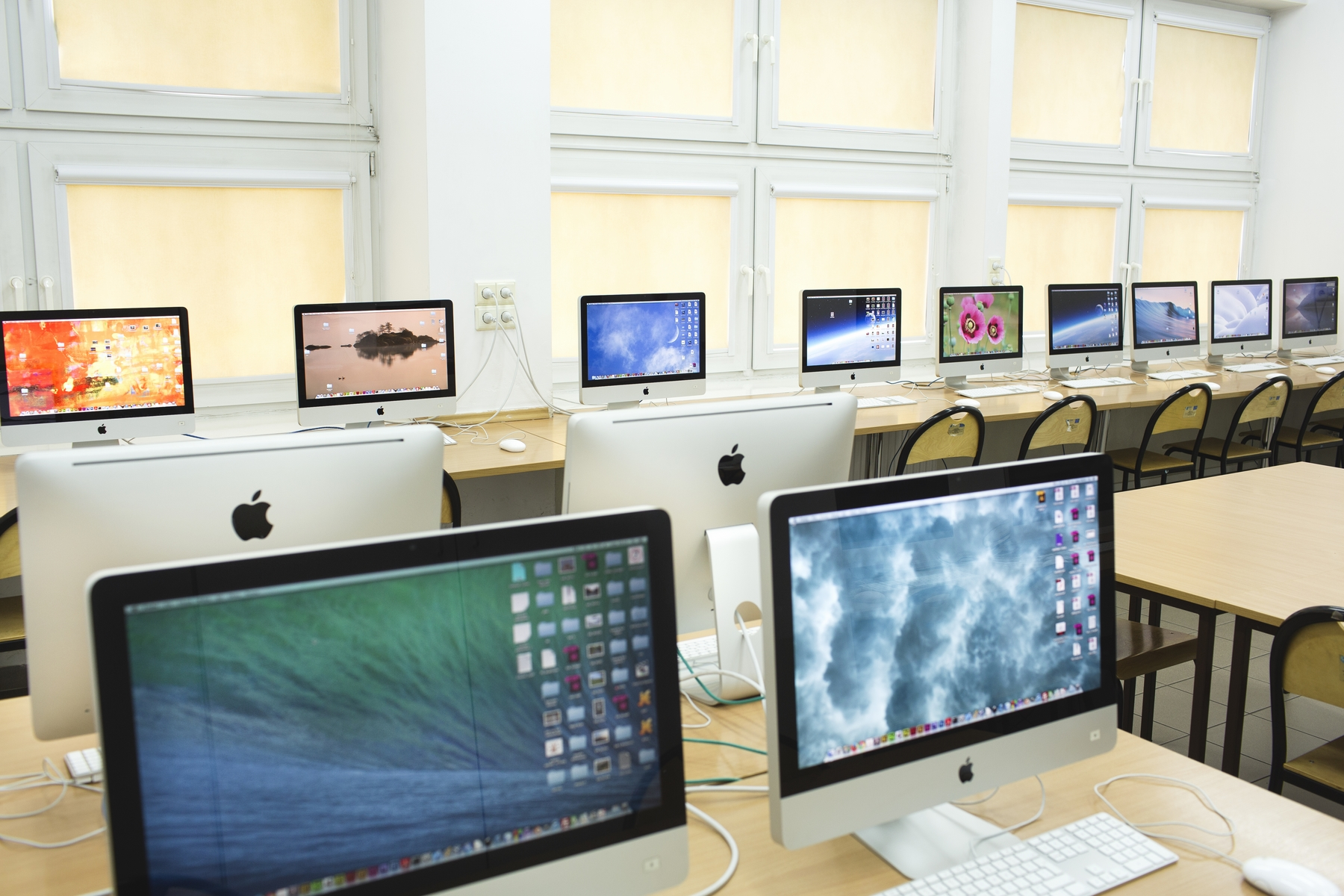
Laboratorium Grafiki Komputerowej w Instytucie Informatyki Stosowanej PŁ

Obecnie w Instytucie są realizowane zajęcia dydaktyczne dla studentów kierunku Informatyka na dwóch poziomach studiów: pierwszego i drugiego stopnia. Odniesieniem i zapleczem naukowym kierunku jest dyscyplina naukowa Informatyka, usytuowana w dziedzinie nauk technicznych. Efekty kształcenia mają odniesienie praktyczne w gospodarce i są związane z obszarem działalności dotyczących zastosowań informatyki w przetwarzaniu, przesyłaniu, składowaniu i zabezpieczaniu informacji w formie elektronicznej. Studia na obu poziomach realizowane są w formie stacjonarnej i niestacjonarnej.
Tematyka zajęć dydaktycznych prowadzonych w Instytucie Informatyki Stosowanej koncentruje się na szeroko pojętych zagadnieniach z zakresu inżynierii oprogramowania oraz systemów sieciowych, obejmując w szczególności:

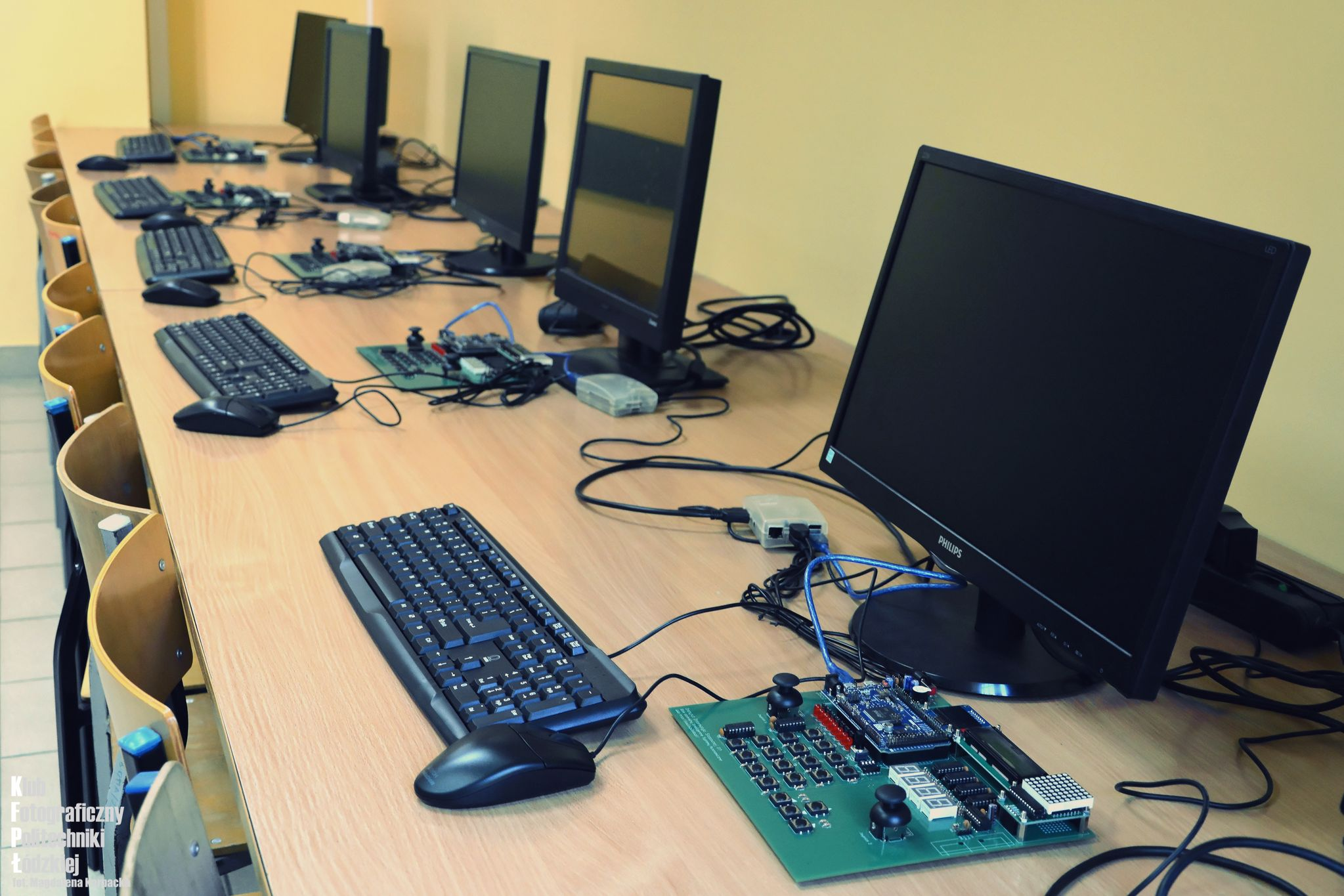
Laboratorium programowania Arduino w Instytucie Informatyki Stosowanej PŁ

- programowanie proceduralne i obiektowe;
- programowanie w językach skryptowych;
- programowanie sieciowe;
- programowanie gier i rzeczywistości wirtualnej;
- programowanie urządzeń mobilnych;
- programowanie Arduino oraz IoT;
- modelowanie obiektowe;
- testowanie i zapewnienie jakości oprogramowania;
- przetwarzanie i analizę obrazów cyfrowych;
- przetwarzanie informacji tekstowej;
- rozpoznawanie wzorców;
- sztuczną inteligencję;
- systemy operacyjne;
- grafikę komputerową i multimedia;
- zarządzanie sieciami komputerowymi;
- korporacyjne sieci komputerowe;
- przełączanie i trasowanie w sieciach komputerowych;
- rozproszone przetwarzanie danych;
- informatykę śledczą;
- serwisy i usługi sieciowe;
- projektowanie zorientowane na użytkownika;
- systemy przetwarzania bez granic;
- systemy perswazyjne;
- Design Thinking.

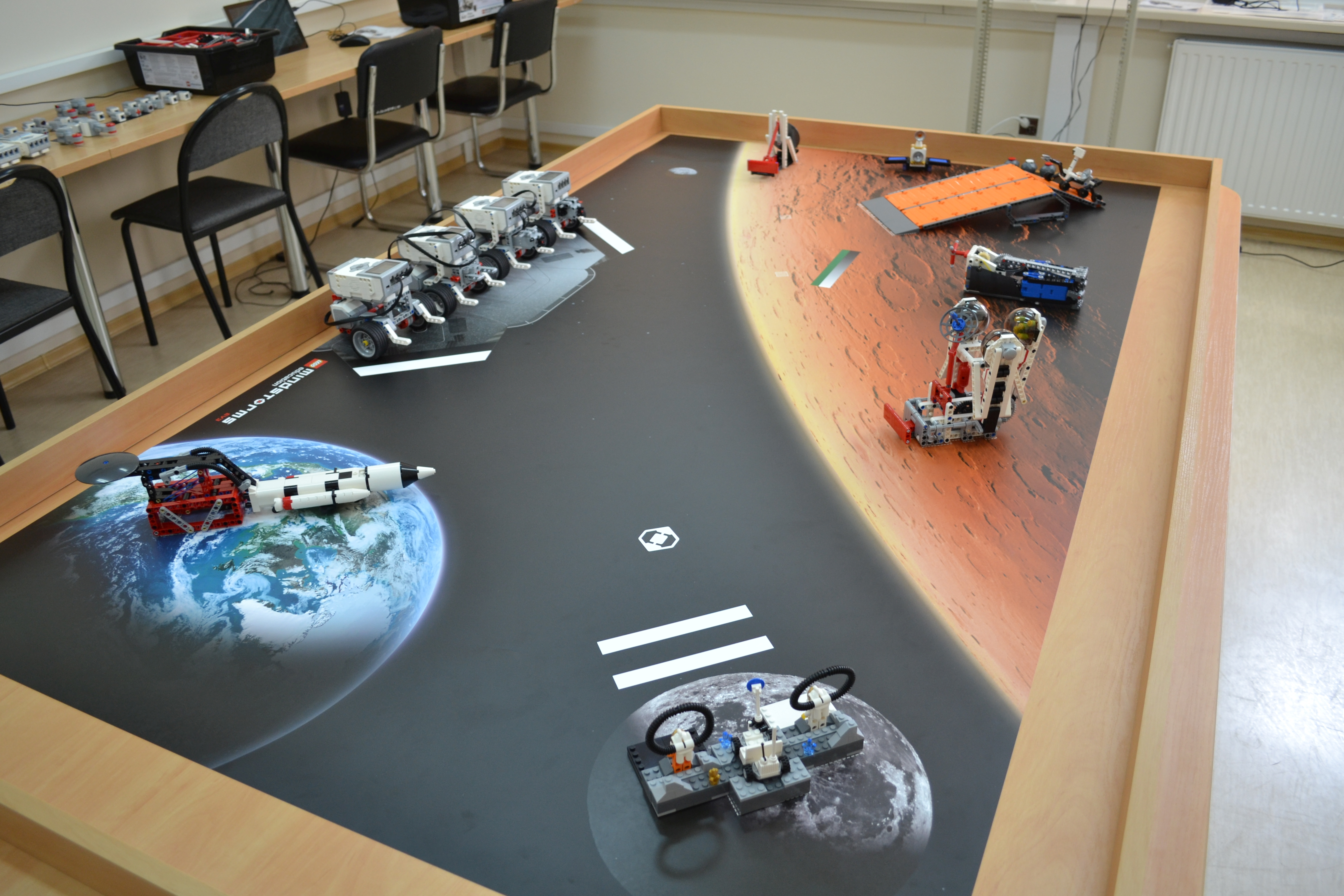
Laboratorium programowania klocków Lego w Instytucie Informatyki Stosowanej PŁ

W celu podniesienia jakości kształcenia studentów na kierunku Informatyka stosowane są systemowe rozwiązania weryfikacji ich prac oraz osiągnięć, takie, jak np. autorski (opracowany w Instytucie) system do automatycznego sprawdzania prac domowych i odpowiedzi studenckich wykorzystywany w ramach zajęć nauki programowania. Ponadto w ramach zajęć dodatkowych, studenci mają możliwość pracować z autorskimi modułami edukacyjnymi, opartymi na Arduino. Językiem programowania Arduino jest popularne zestawienie języków C/C++, wraz z szeregiem gotowych bibliotek do obsługi peryferiów modułu edukacyjnego. Moduł ten zaprojektowano i wykonano w Instytucie Informatyki Stosowanej. Wyposażono go m.in. w klawiaturę numeryczną, wyświetlacze OLED i LCD, diody i joysticki.
Ponadto pracownicy Instytutu prowadzą zajęcia z informatyki (w tym z programowania, sieci komputerowych i systemów operacyjnych) dla studentów z kierunku Elektronika i Telekomunikacja oraz innych kierunków na Wydziale; zajęcia w języku angielskim, w ramach Centrum Kształcenia Międzynarodowego (CKM) w PŁ na kierunkach Computer Science i Telecommunications and Computer Science na studiach I stopnia oraz na kierunku Computer Science and Information Technology na studiach II stopnia, a także zajęcia z przedmiotów informatycznych na studiach doktoranckich przy Wydziale Elektrotechniki, Elektroniki, Informatyki i Automatyki.
Instytut prowadzi również kształcenie na studiach podyplomowych w zakresie grafiki komputerowej oraz technologii IT.

## Działalność pozadydaktyczna
Koła naukowe

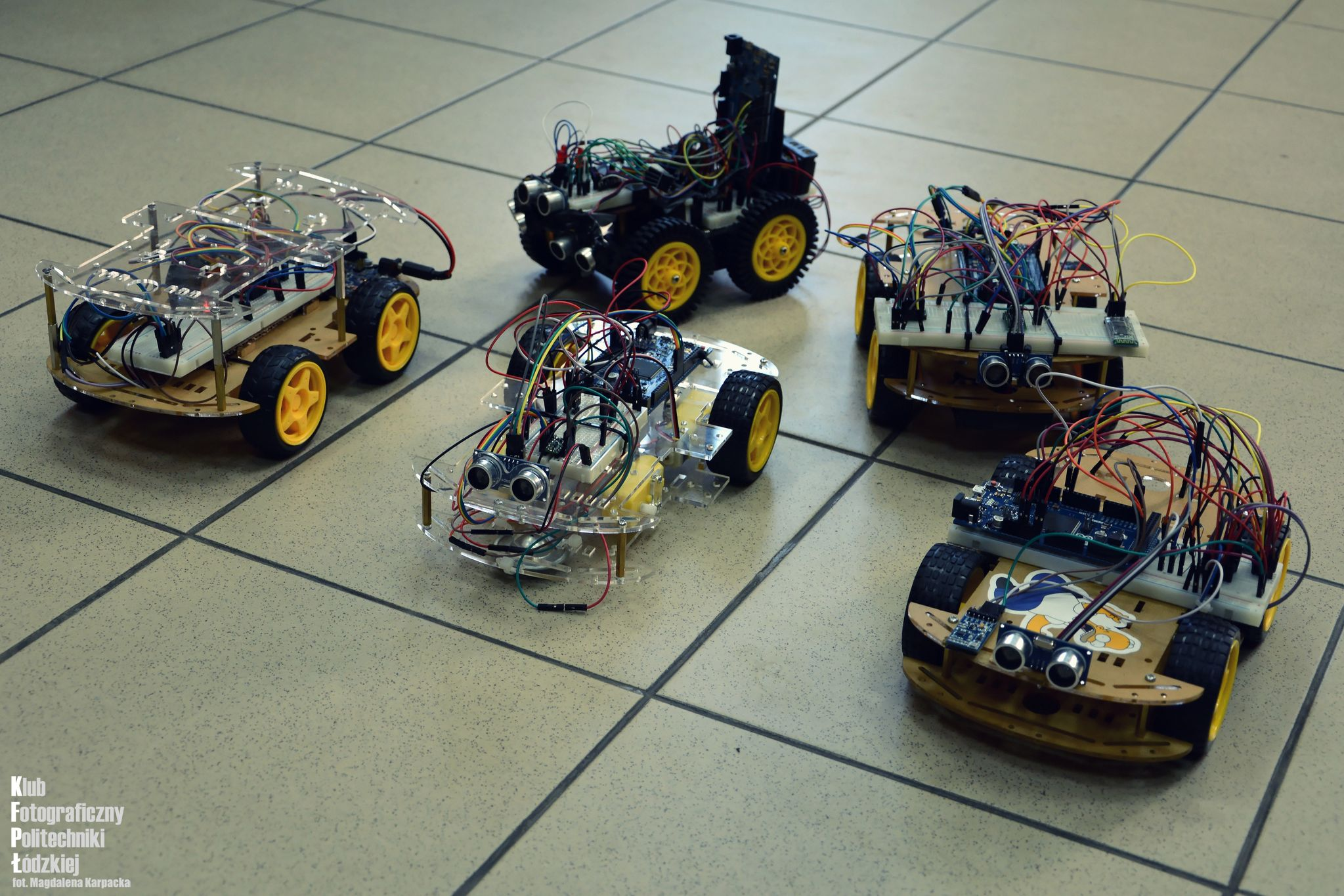
Pojazdy wykonane przez członków SKN Main

Przy Instytucie Informatyki Stosowanej działają dwa Studenckie Koła Naukowe: SKN Main oraz SKN Ubicomp.
Main to inicjatywa pozwalająca studentom rozwijać swoje umiejętności w dziedzinie informatyki, elektroniki i robotyki, rozwiązując problemy programistyczne, tworząc własne konstrukcje i projektując układy elektroniczne. Równolegle prowadzone są zajęcia, podczas których studenci przekazują sobie wiedzę na interesujące ich tematy inżynierii oprogramowania, bezpieczeństwa, sztucznej inteligencji itd.
Ubicomp skupia studentów – pasjonatów dziedziny interakcja człowiek-komputer, zainteresowanych projektowaniem systemów interaktywnych oraz opracowywaniem technologii wspomagających życie codzienne. Wyniki prac studenckich prezentowane są w trakcie różnych wydarzeń o zasięgu uczelnianym, ogólnokrajowym i międzynarodowym.
Zajęcia dla dzieci i młodzieży
Instytut Informatyki Stosowanej wspiera także rozwój kreatywnego myślenia wśród dzieci w wieku 8–14 lat organizując szkolenia z programowania o nazwie Od grania do programowania. W samym roku 2017 przeszkolono 200 młodych słuchaczy. Część zajęć prowadzona była w formie wolontariatu dla dzieci z domów dziecka oraz osób niepełnosprawnych. Zajęcia oraz badania przeprowadzane w tym zakresie mają na celu promocję informatyki oraz poszerzenie wiedzy i kompetencji przyszłych kandydatów uczelni wyższych.
Instytut również czynnie angażuje się w ogólnoświatowe projekty pod nazwą Hour of code i Code week. W latach 2013–2017 w zajęciach z zakresu programowania graficznego i robotyki realizowanych w ramach Hour of code uczestniczyło ponad 400 dzieci w wieku od 4 do 16 lat ze szkół i przedszkoli województwa łódzkiego.

## Naukowcy związani z Instytutem
- prof. dr hab. inż. Dominik Sankowski
- prof. dr hab. inż. Anna Fabijańska
- prof. dr hab. inż. Piotr Ostalczyk
- prof. dr hab. inż. Krzysztof Ślot
- prof. dr hab. Szymon Grabowski
- prof. dr hab. inż. Volodymyr Mosorow
- prof. dr hab. inż. Jerzy Zgraja
- dr hab. Laurent Babout, prof. PŁ
- dr hab. inż. Robert Banasiak, prof. PŁ
- dr hab. inż. Krzysztof Grudzień, prof. PŁ
- dr hab. inż. Lidia Jackowska-Strumiłło, prof. PŁ
- dr hab. inż. Jacek Kucharski, prof. PŁ
- dr hab. inż. Andrzej Romanowski, prof. PŁ
- dr hab. inż. Radosław Wajman, prof. PŁ